# Aldeia Velha (Aldeia Nova)
Aldeia Velha é uma aldeia portuguesa pertencente à freguesia de Aldeia Nova, no município de Trancoso, distrito da Guarda. No censo de 1864, Aldeia Velha e Aldeia Nova eram freguesias distintas, com 300 habitantes e 496 habitantes, respetivamente. Nos censos de 1878 a 1911 já estavam anexadas. No censo de 1920, Aldeia Velha já fazia parte da freguesia de Aldeia Nova. 
Aldeia Velha tem 67 habitantes (fevereiro de 2021). 
O sapateiro, profeta e trovador Gonçalo Anes Bandarra fugiu para esta aldeia devido à sua perseguição pela inquisição, tendo uma rua com o seu nome. Em Trancoso há um museu em sua homenagem.